# Запорожский трамвай
Запорожский трамвай (укр. Запорізький трамвай) — трамвайная система города Запорожье.

## Действующие маршруты
По состоянию на январь 2023 года в городе действует 6 трамвайных маршрутов:
| №  | Начальный пункт    | Конечный пункт           |
| -- | ------------------ | ------------------------ |
| 3  | Вокзал Запорожье I | Запорожье-Левое          |
| 10 | Площадь Свободы    | Мясокомбинат             |
| 12 | Площадь Свободы    | Зелёный-Яр               |
| 14 | Автострада         | Запорожцирк              |
| 15 | Площадь Свободы    | Шевченковский микрорайон |
| 16 | Вокзал Запорожье I | Павло-Кичкас             |

Все маршруты обслуживаются одним депо.

## Проекты в Александровске
В 1911 году в Александровске (с 1921 года — Запорожье) начались работы по оборудованию электрического трамвая. Через год заводчик Нибур пригласил бельгийских инженеров для устройства трамвайного сообщения между городом и санаторием Александрабад. Хотя городской голова Феликс Мовчановский считал электротрамвай новым доходным городским предприятием, однако трамвай в городе так и не появился. Последний раз иностранные специалисты приезжали в сентябре 1913 года.

## Советский период
В 1930-е годы в Запорожье были построены крупные заводы, на которые рабочих развозили по железной дороге.
В конце 1930 года правительство УССР приняло решение о создании в городе Запорожье трамвайного хозяйства.
В 1930 году началась прокладка трамвайной магистрали от Южного вокзала, через Шенвизкий мост, старый город, Вознесеновку и до плотины ДнепроГЭС. В связи с усилившимся движением и нагрузкой, в период укладки рельс при прокладке трамвайного пути была произведена реконструкция Шенвизского моста и усиление некоторых его элементов.
Строительство 11-километровой линии от площади Свободы до ДнепроГЭСа выполнили рабочие Днепростроя.
Осенью 1931 года 30 лучших комсомольцев города были направлены на обучение в Харьков для приобретения навыков вождения трамвая. Из Ленинграда прислали оборудование для тяговых подстанций.
17 июля 1932 года началось регулярное движение по маршруту «Площадь Свободы — ДнепроГЭС».
Первый трамвай по маршруту «ДнепроГЭС — площадь Свободы» провёл комсомолец Яков Куцевол. В первый день было перевезено 10 тысяч пассажиров, стоимость проезда составляла 3 копейки.
Вначале в депо предприятия «Трамэлектро» числилось 9 вагонов (причём все выходили на линию), одна ремонтная бригада, которая обслуживала 11 км путей.
В октябре 1932 года была открыта вторая очередь — участок от площади Свободы до Южного вокзала.
В 1934 году были открыты линии по плотине ДнепроГЭСа и на Ремонтно-механический завод (РМЗ). С левого берега к ДнепроГЭСу над шлюзом примыкал двухарочный железобетонный мост, по которому были проложены трамвайные пути.
В 1936 году построена линия от РМЗ к Шамотному заводу. В 1937 году линия была продлена к Днепровскому магниевому заводу. За год было перевезено 25 млн пассажиров.
С 1938 года построена линия от остановки «Диагональная» до Северного шоссе.
В 1940 году построена линия на Зелёный Яр.
К 1940 году протяжённость трамвайных линий составила 75 км, число вагонов достигло 115 штук.
До войны все вагоны были двухосными — моторные типа Х и прицепные типа М, как производства Мытищинского вагоностроительного завода, так и Усть-Катавского вагоностроительного завода.
Во время войны в трамвайном депо был организован склад боевой техники, который подвергался интенсивной бомбардировке. После окончания войны запорожское трамвайное хозяйство оказалось наибольшим образом разрушено в сравнении с другими городами Украины. Было уничтожено около 2/3 всех вагонов; оставшиеся вагоны, контактная сеть, рельсы и шпалы вывезены. «Трамтрест» был временно передан в ведение «Водоканала» и назван «Трамводоканал». Было восстановлено 35 км контактного провода и трамвайного пути, сданa в эксплуатацию тяговая подстанция, собственными силами отремонтировано 10 вагонов, ещё 10 вагонов было получено из Киева и 10 — из Харькова. К месту укладки рельсов на Вознесеновскую горку было доставлено 7 тыс. деревянных шпал.
14 февраля 1944 года предприятие «Трамтрест» было восстановлено. 12 октября 1944 года было открыто движение по маршрутам «Трампарк — станция Запорожье I» и «Трампарк — площадь Шевченко».

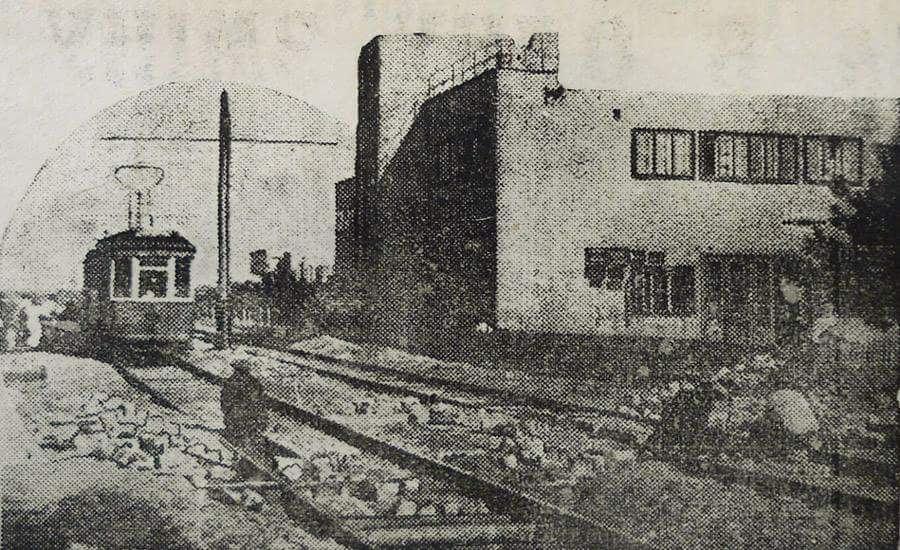
Реконструкция трамв. путей в Соцгороде Запорожья (1936)

По состоянию на 1947 год уровень обслуживания в трамвайном тресте был низким — графика движения де-факто не существовало, дежурные бригады бросали вагоны с пассажирами по окончании смены, вагоны часто ходили лишь до трамвайного парка, а не в 6-й посёлок. По расписанию трамваи ходили до 17:00, после 21:00 движение почти полностью прекращалось.
В 1949 году в город поступают новые поезда КТМ-1/КТП-1 из города Усть-Катав; из Киева бывшие в эксплуатации моторные и прицепные вагоны; из Москвы — моторные вагоны «Ф» 1910-х гг. выпуска, к которым присоединялись прицепные вагоны.
В 1951 году из Киева передано ещё восемь вагонов Ф.
К 1951 году длина трамвайных линий составила 52 километра; 8 маршрутов соединяли вокзалы и рабочие поселки с центром города. Ежедневно на линию выходило 58 пассажирских вагонов. В 1951 году трамвайный парк пополнился 17 новыми вагонами.
В 1955 году введён в эксплуатацию маршрут на Павло-Кичкас через бывшие 9-й и 10-й посёлки.
В 1957 году на балансе Запорожского трамвайно-троллейбусного управления (ЗТТУ) числилось 194 трамвайных вагона. В этом же году началось проектирование и строительство трамвайного депо № 2.
В 1958 году построены две линии:
- по улице Шевченко от кольца «Зелёный Яр» до завода «Днепроспецсталь»;
- от улицы 8 Марта по улице Иванова к абразивному заводу и мясокомбинату.

В 1958—1961 гг. с Рижского вагоностроительного завода поступают четырёхосные вагоны МТВ-82, они ходят поодиночке.
В 1960 году в связи со строительством универмага «Украина» переложен участок трамвайной линии на улице Лермонтова и ул. Правды (Леонида Жаботинского). Ранее линия проходила напрямик. Остановка «Узловая» переименована в «Универмаг „Украина“».
В 1961 году открыто депо № 2 на 100 вагонов.
В 1961—1965 годах поступают новые усть-катавские двухосные вагоны КТМ-2/КТП-2.
В 1962 году из Киева передано 5 поездов КТМ-1/КТП-1.
В 1962—1964 годах с завода поступило 9 вагонов РВЗ-6.

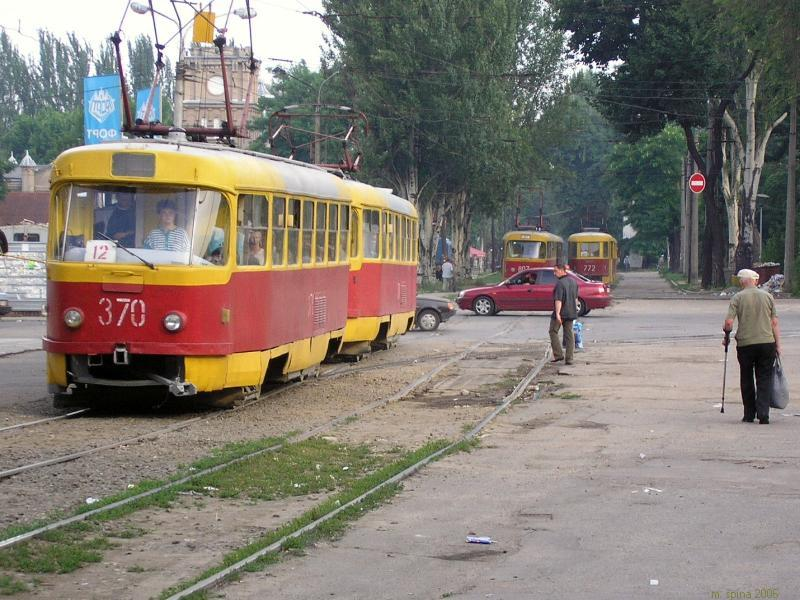
Tatra T3 на ул. Почтовой, 2006 год

В 1965 году из Киева передано 10 вагонов РВЗ-6, которые в том же году были переданы в Харьков.
В 1965 году из Киева на испытания приходит один вагон Tatra T3, а в 1966 году Запорожье начинает планомерную закупку чехословацких вагонов — с завода поступает 30 вагонов. В дальнейшем в течение более 20 лет в город поступают только вагоны Tatra T3.
В 1966 году действовало 14 маршрутов:
| Список трамвайных маршрутов (1966) |                    |                      |
| №                                  | Пункт отправления  | Пункт прибытия       |
| ---------------------------------- | ------------------ | -------------------- |
| 1                                  | Горсовет           | Вокзал Запорожье I   |
| 2                                  | Горсовет           | РМЗ                  |
| 3                                  | Вокзал Запорожье I | РМЗ                  |
| 4                                  | Горсовет           | Павло-Кичкас         |
| 5                                  | Площадь Свободы    | Пристань             |
| 6                                  | Площадь Свободы    | Зелёный Яр           |
| 7                                  | Горсовет           | ДТМЗ                 |
| 8                                  | Павло-Кичкас       | ДТМЗ                 |
| 9                                  | ДК строителей      | ДТМЗ                 |
| 10                                 | Площадь Свободы    | Абразивный завод     |
| 11                                 | Трампарк           | Вокзал Запорожье I   |
| 12                                 | Площадь Свободы    | РМЗ                  |
| 13                                 | ДК строителей      | Вокзал Запорожье I   |
| 14                                 | Площадь Свободы    | Посёлок Леваневского |

В 1968 году линия по улице Тепличной продлена от ДТМЗ до завода «Кремнийполимер».
К 1 мая 1969 года кольцо возле горсовета было перенесено к речному порту им. Ленина (у плотины ДнепроГЭСа).
К 1969 году списаны все вагоны довоенных моделей.
К 1970 году завершилась эксплуатация вагонов РВЗ-6. В том же году начато списание поездов КТМ-1/КТП-1 и КТМ-2/КТП-2.
В 1970-х гг. в Запорожье эксплуатировались вагоны таких моделей:
- КТМ-1/КТП-1 (порядка 70 поездов, включая полученные с завода и б/у из Киева 1948—1952 гг. выпуска);
- КТМ-2/КТП-2 (порядка 50 поездов);
- МТВ-82 (порядка 14 вагонов);
- Tatra T3.

Чехословацкие Tatra T3 изначально поступали только в депо № 1, а депо № 2 расширялось за счёт поездов КТМ, которые передавались из депо № 1. Как и везде в СССР, все вагоны Tatra T3, купленные городом до весны 1976 года были двухдверныеми, а после — трехдверными.
В 1971 году построена линия по ул. Верещагина в Шевченковский микрорайон.
В 1973 году построена линия по ул. Лермонтова ко дворцу спорта „Юность“. С открытием линии отпала необходимость в эксплуатации кольца возле ДК строителей и цирка и оно было разобрано.
В 1975 году закрыт маршрут № 5, на котором работали двухкабинные вагоны. Однопутная линия по улице Глиссерной от площади Свободы до пристани (ныне — речной вокзал) в дальнейшем использовалась в качестве железнодорожного подъездного пути.
В 1990-х годах по ней перевозили новые вагоны, которые доставлялись водным транспортом в речной порт.

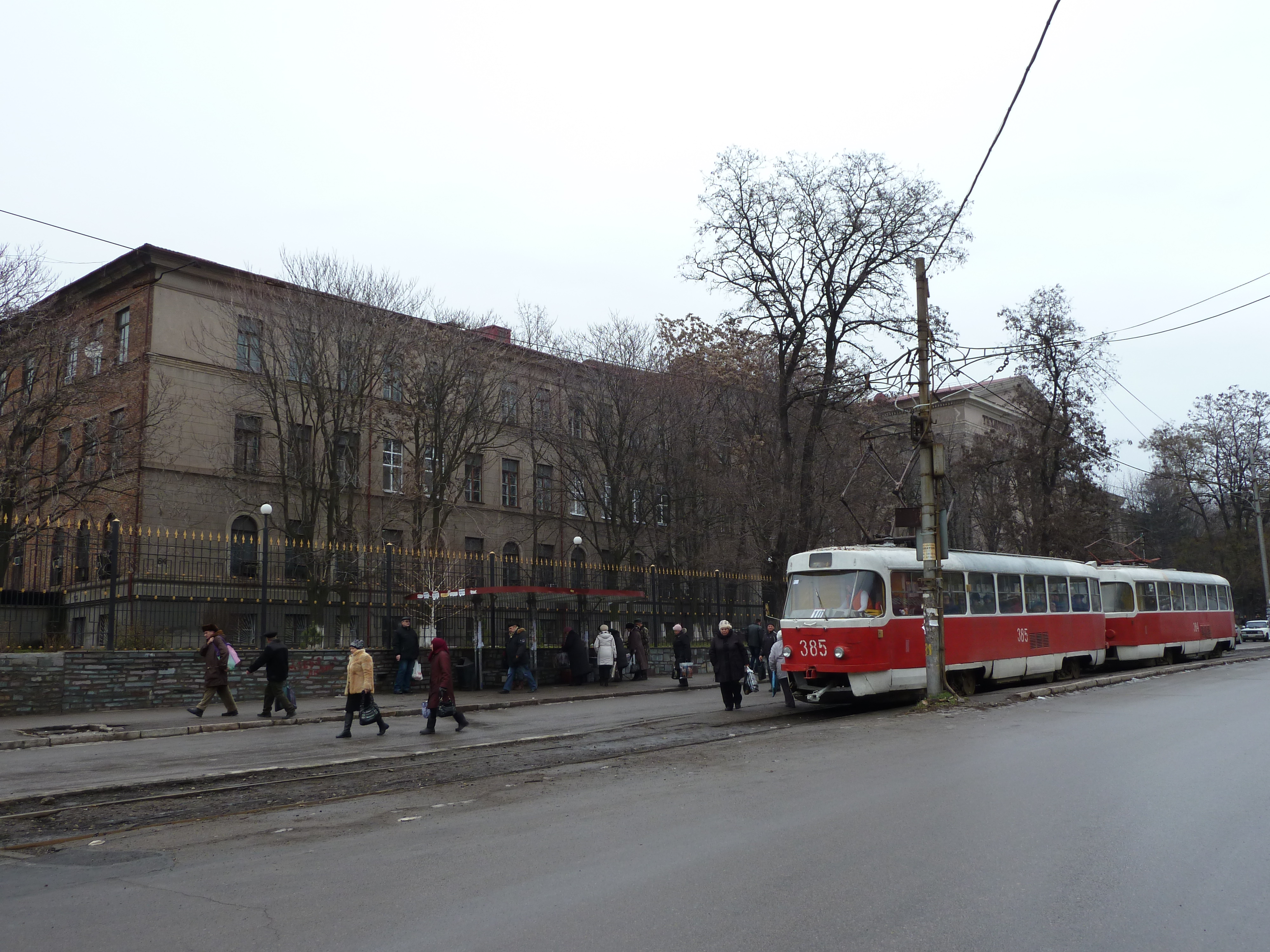
Tatra T3 возле главного корпуса ЗНТУ

За IX пятилетку (1970—1975) было приобретено 47 трамвайных вагонов.
В 1980 году вагоны Tatra T3 начали поступать в депо № 2.
К 1981 году завершилась эксплуатация вагонов МТВ-82. Большая часть вагонов была переделана в служебные, из них 3 работает до сих пор.
В 1982 году списаны последние поезда КТМ-2/КТП-2. Вагоны этой модели прослужили по 10—17 лет.
В 1986 году списаны последние поезда КТМ-1/КТП-1. Запорожье стало последним городом в мире, где эксплуатировались поезда КТМ-1/КТП-1. Все они отработали 20—28 лет.
С 1987 года все вагоны, эксплуатируемые в Запорожье, — чешского производства, 1966—1986 годов выпуска.
В 1988 году в депо № 1 поступила первая партия вагонов Tatra T6B5, а в 1991 году — вторая.

## Украина

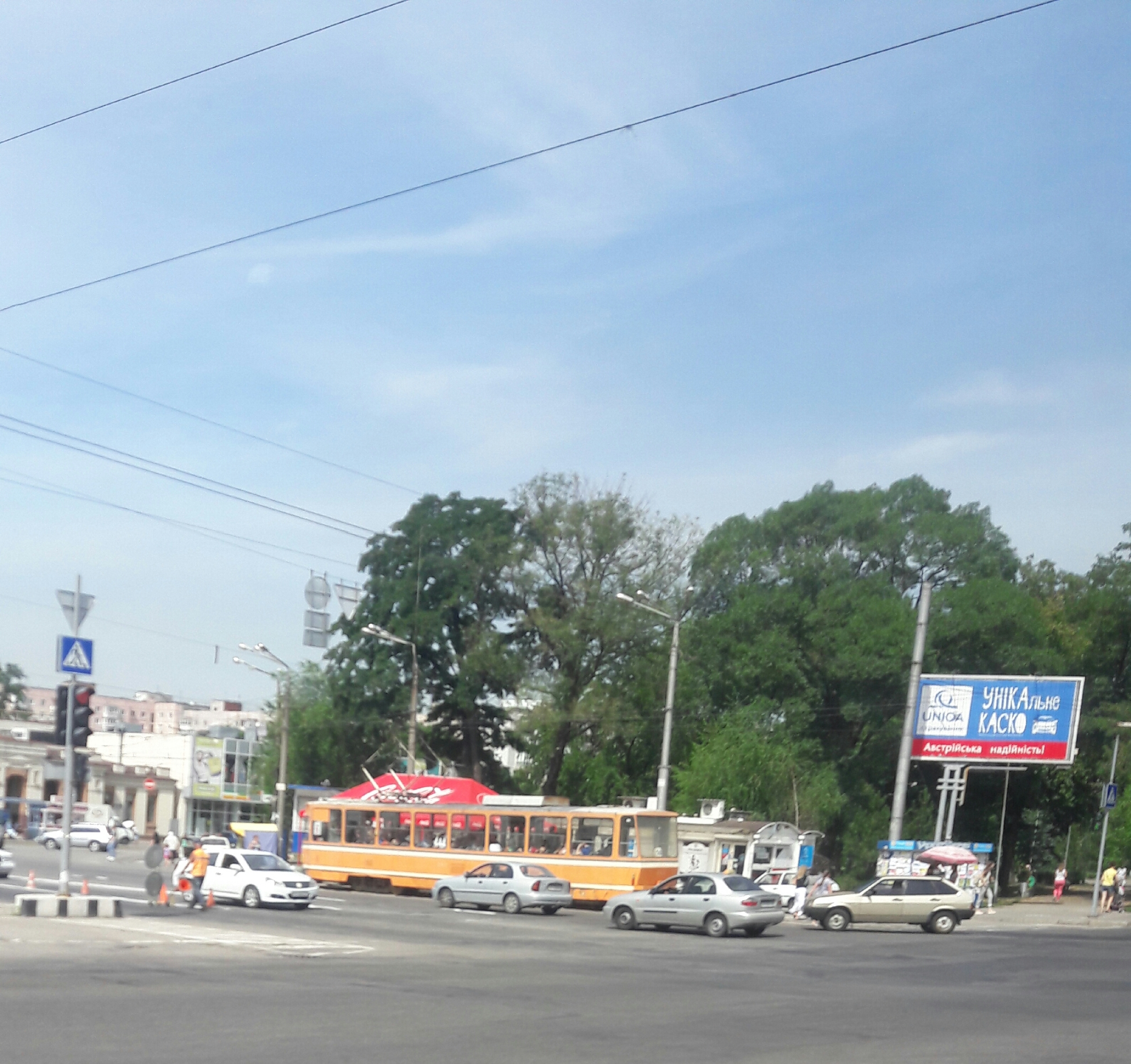
Tatra T6B5 на площади Свободы

Несколько чешских вагонов приходит в 1992—1994 гг. Запорожье — единственный город Украины, покупавший новые «Татры» в Чехии после 1991 года. Все они поступают в депо № 1, заменяя старые модели Tatra T3. В 1995 и 1996 году, после начала производства Tatra T6B5 в Днепропетровске на заводе «Южмаш», город покупает 8 вагонов (№ 459—466). Всего в депо № 1 поступил 51 вагон Tatra T6B5.
С 1998 года с трамваем начинают конкурировать маршрутные такси.
В 2000 году возникла идея убрать трамвай с проспекта Ленина на участке от универмага «Украина» до порта имени Ленина, несмотря на то, что в час пик на этом участке частота движения трамваев составляла 41 вагон в час при провозной способности в 5832 чел. в час. Ликвидация участка пути оценивалась около 10 млн грн. Городским головой Александром Поляком была инициирована реконструкция проспекта Ленина, включавшая и ликвидацию трамвайной линии на участке от универмага «Украина» до порта.
25 сентября 2002 года Запорожский городской совет принял решение «О прекращении трамвайного движения на проспекте Ленина».
В 2003 году построено разворотное кольцо возле цирка, открыт маршрут № 17 «Порт им. Ленина — ул. Жуковского».
| Список трамвайных маршрутов (2003—12.03.2004) |                    |                          |
| №                                             | Пункт отправления  | Пункт прибытия           |
| --------------------------------------------- | ------------------ | ------------------------ |
| 1                                             | Порт имени Ленина  | Вокзал Запорожье I       |
| 2                                             | Порт имени Ленина  | Запорожье-Левое          |
| 3                                             | Вокзал Запорожье I | Запорожье-Левое          |
| 4                                             | Порт имени Ленина  | Павло-Кичкас             |
| 5                                             | Павло-Кичкас       | Дворец спорта «Юность»   |
| 7                                             | Порт имени Ленина  | Завод «Кремнийполимер»   |
| 8                                             | Павло-Кичкас       | Завод «Кремнийполимер»   |
| 10                                            | Площадь Свободы    | Мясокомбинат             |
| 12                                            | Площадь Свободы    | Запорожье-Левое          |
| 14                                            | Площадь Свободы    | Автострада               |
| 15                                            | Площадь Свободы    | Шевченковский микрорайон |
| 16                                            | Павло-Кичкас       | Вокзал Запорожье I       |
| 17                                            | Порт имени Ленина  | Улица Жуковского         |

17 марта 2004 года исполнительный комитет Запорожского городского совета принял решение о закрытии трамвайного движения по проспекту Ленина на участке от улицы Лермонтова (Вячеслава Зайцева) до порта имени Ленина.
С закрытием трамвайной линии были отменены маршруты № 4 и 7, восстановлен маршрут № 6, а в качестве компенсации был открыт маршрут № 10А «Мясокомбинат — площадь Свободы — Цирк».
К июню маршруты № 10А и 17 были закрыты.
| Список трамвайных маршрутов (2004—2005) |                        |                          |
| №                                       | Пункт отправления      | Пункт прибытия           |
| --------------------------------------- | ---------------------- | ------------------------ |
| 1А                                      | Вокзал Запорожье I     | Цирк                     |
| 2                                       | Дворец спорта «Юность» | Запорожье-Левое          |
| 3                                       | Вокзал Запорожье I     | Запорожье-Левое          |
| 4                                       | Порт имени Ленина      | Павло-Кичкас             |
| 5                                       | Павло-Кичкас           | Дворец спорта «Юность»   |
| 6                                       | Дворец спорта «Юность» | Завод «Кремнийполимер»   |
| 8                                       | Павло-Кичкас           | Завод «Кремнийполимер»   |
| 10                                      | Площадь Свободы        | Мясокомбинат             |
| 11                                      | Вокзал Запорожье I     | Трамвайное депо № 1      |
| 12                                      | Площадь Свободы        | Запорожье-Левое          |
| 14                                      | Площадь Свободы        | Автострада               |
| 15                                      | Площадь Свободы        | Шевченковский микрорайон |
| 16                                      | Павло-Кичкас           | Вокзал Запорожье I       |

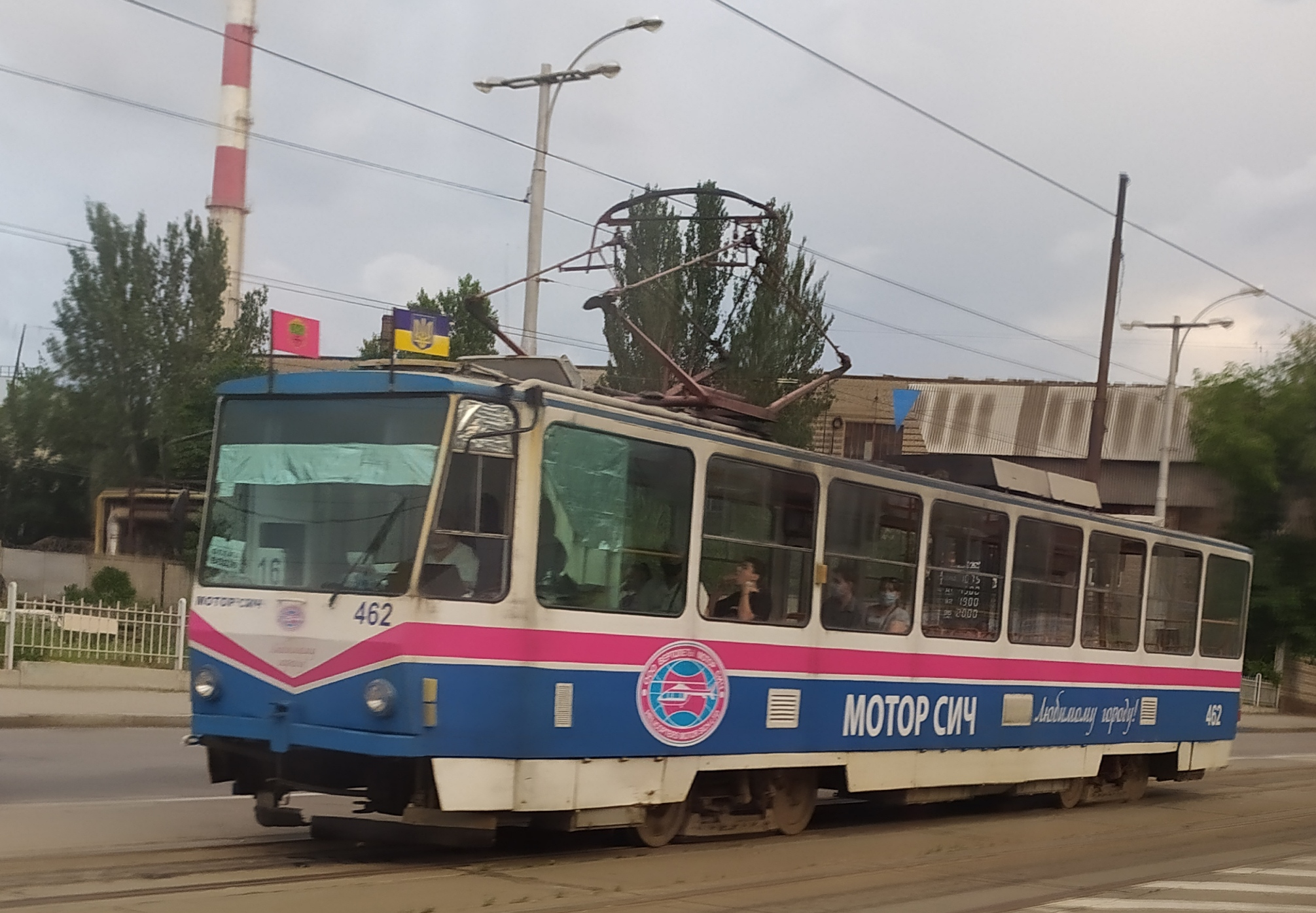
Трамвай на маршруте № 16, возле Соборнного проспекта

В 2005 году закрыта линия по улице Лермонтова на участке от улицы Правды до дворца спорта «Юность», маршруты № 2, 5 и 6 сокращены до кольца «Цирк».
В период пребывания Евгения Карташова на посту городского головы реконструировано 5 трамвайных переездов.
В ноябре 2008 года в депо № 1 поступил новый трамвай К1 стоимостью 2 млн грн (заводской № 99032, в 2008 году установлен микропроцессорный привод КПТТ-3МП). 3 декабря 2008 года введен в эксплуатацию.
С 5 апреля 2011 года стоимость проезда составляет 1 грн 50 коп.
По состоянию на 2012 год в Запорожье было 10 трамвайных маршрутов общей длиной 203,7 км, обслуживаемых в среднем около 100 трамвайными вагонами.
Значительный ущерб подвижному составу наносят вандалы. В результате электротранспортникам приходится направлять значительные средства на ремонт повреждённых трамваев, троллейбусов.
В сентябре 2012 года при финансовой поддержке ПАО «Мотор Сич» отремонтировано 2 трамвая и троллейбус (капитальный ремонт одного вагона обошёлся в 400 тыс. грн), а в октябре — ещё 2 трамвая.
В августе 2013 года КП «Запорожэлектротранс» получило грант на проект «Сел в трамвай — лови Wi-Fi!» Оборудование для доступа в интернет было установлено в 9 трамваях. Спустя год оборудование было демонтировано.
По состоянию на июнь 2014 года при финансовой поддержке предприятия «Мотор Сич» в вагоноремонтных мастерских КП «Запорожэлектротранс» отремонтировано 14 трамваев. В обновлённых трамваях были установлены электронные табло, подогрев стекла, регистратор и система видеонаблюдения.
С ноября 2014 года в запорожские трамваи вернули компостеры из-за нехватки кондукторов. Теперь компостировать талоны пассажирам придется не только в троллейбусах, но и в трамваях.
25 июля 2014 года на заседании исполкома горсовета был утверждён тариф на проезд в электротранспорте в размере 2 гривен сроком на три месяца. В октябре 2014 года этот тариф был утверждён на постоянной основе.
С 15 декабря 2016 года маршрут № 14 продлён от остановки «Площадь Свободы» до остановки «Цирк».
27 июля 2017 года на линию вышел первый трамвай T3UA-3 (№ 716), собранный на базе КП «Запорожэлектротранс».
С 1 ноября 2017 года решением исполнительного комитета Запорожского городского совета от 20 октября 2017 года № 631 стоимость проезда в электротранспорте возросла с 2 гривен до 3 гривен.
С 24 февраля 2017 года был закрыт маршрут №1 от вокзала Запорожье I до цирка
В 2022 году был закрыт маршрут №8 "Завод «Кремнийполимер» - Павло-Кичкас", контактная сеть от остановки "улица Тепличная" до конечной "завод «Кремнийполимер»" была демонтирована.
29 декабря 2023 года в ходе обстрелов Запорожья на Отечественном бульваре в Шевченковском районе был повреждён трамвай Татра T6B5 №453 по маршруту 10, следующий в сторону Площади Воли. В результате, были повреждены стёкла и фары.

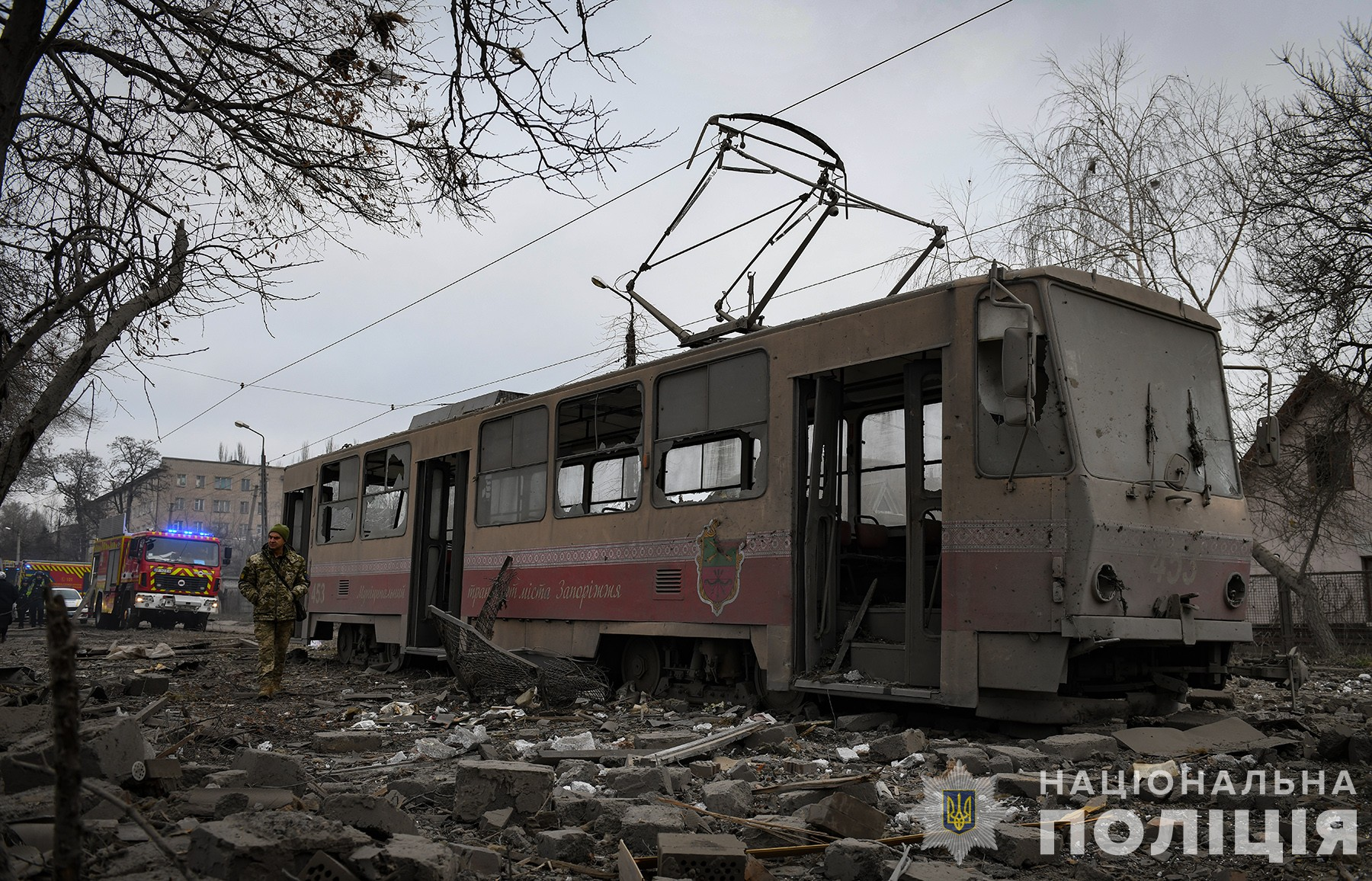
Разбитый трамвай Татра Т6Б5 в Запорожье 29 декабря 2023 года

## Программа „Запорожский трамвай“

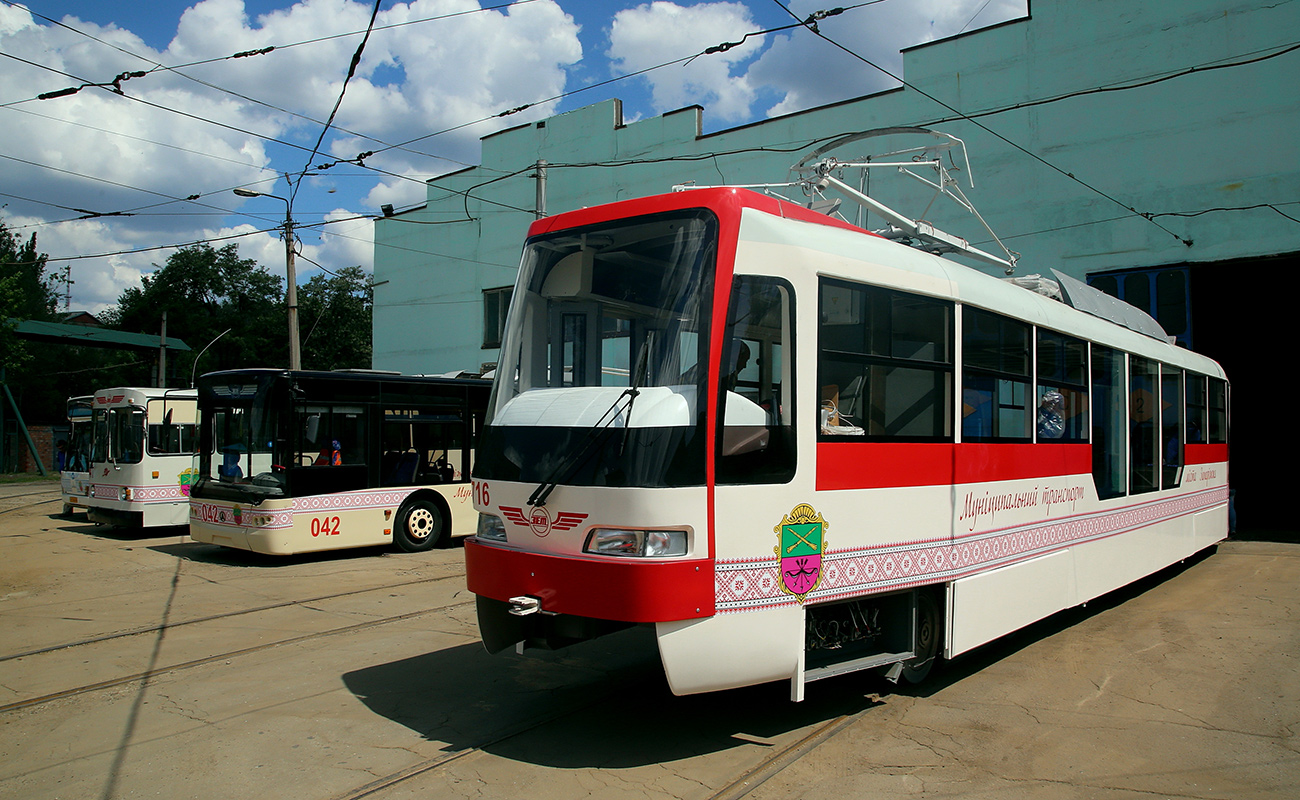
Первый трамвай T3UA-3, изготовленный в Запорожье

В октябре 2016 года начались работы по проведению капитальных ремонтов трамвайных вагонов с заменой кузовов на базе ЗКПГЭТ „Запорожэлектротранс“.
В марте 2017 года определили победителя, с которым был заключен договор на поставку кузовов стоимостью 4,3 млн каждый.
31 марта 2017 года на предприятие поступил первый с четырёх кузовов трамвая T3UA-3, 17 мая 2017 года — второй.
Изготовление нового вагона обходится предприятию „Запорожэлектротранс“ около 6 млн гривень. Комплектующие детали изготовляются специалистами „Запорожэлектротранс“, а кузов и стекла передней и задней маски вагонов на Калушском заводе строительных машин в Ивано-Франковской области.
30 мая 2017 года начались испытания первого трамвая T3UA-3.
27 июля 2017 года первый трамвай T3UA-3 (№ 716) вышел на линию.
Второй трамвай (№ 774) вышел на линию 31 октября, третий (№ 768) — 15 декабря, четвёртый (№ 797) вышел на испытания в разных режимах 29 декабря 2017 года, а с 2 января 2018 года, после подписания актов испытаний, вагон работает на линии для перевозки пассажиров.

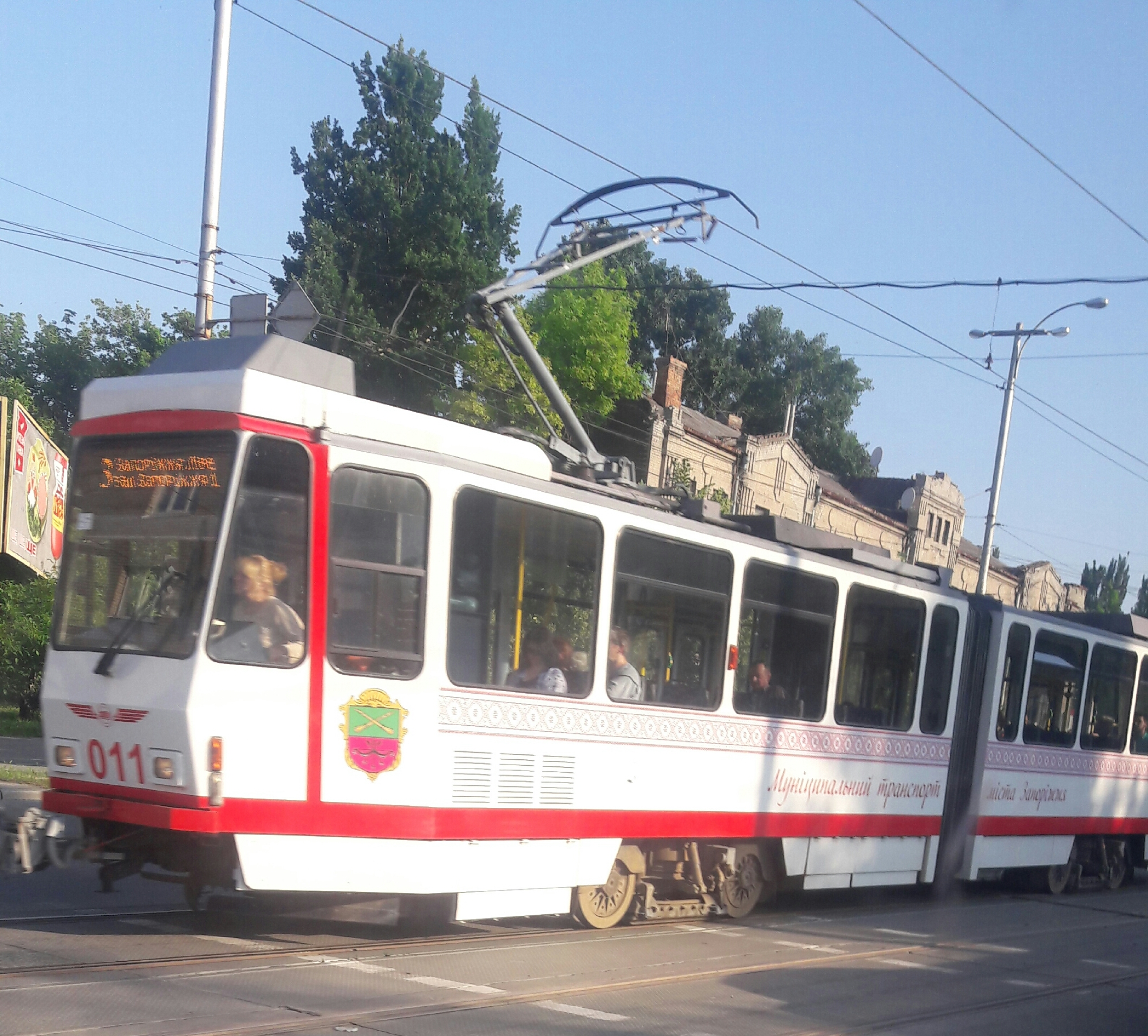
Tatra KT4

30 июля 2018 года в Запорожье поступили первые 3 из 12-ти вагонов Tatra KT4DtM из Берлина, которые после проведения капитального ремонта и замены тележек на ширину колеи 1524 мм выйдут на маршруты города.
4 августа  2018 года участок улицы Калибровая от Южного шоссе до ул. Троллейбусная был перекрыт для капитального ремонта путепроводов над железной дорогой. В связи с этим, была временно закрыта трамвайная линия от кольца "Зеленый яр" до Южного шоссе. Кольцо "Зеленый яр" стало конечной остановкой маршрута № 12.
18 сентября 2018 года первый европейский трамвай Tatra KT4D (Tatra KT4DtM) (№ 002) вышел на линию для проведения испытаний, а уже 27 сентября 2018 года начата эксплуатация на маршрутах с пассажирами. 12 октября 2018 года вышли на маршрут № 3 следующие два трамвая Tatra KT4D (Tatra KT4DtM) (№ 003 и 004)
Летом 2020 года ремонт путепроводов на ул. Калибровой был завершен, однако движение трамваев так и не было восстановлено. На закрытом участке отсутствовала контактная сеть и соединение рельс с Южным шоссе. Весной 2021 года были начаты работы по восстановлению данного участка линии.

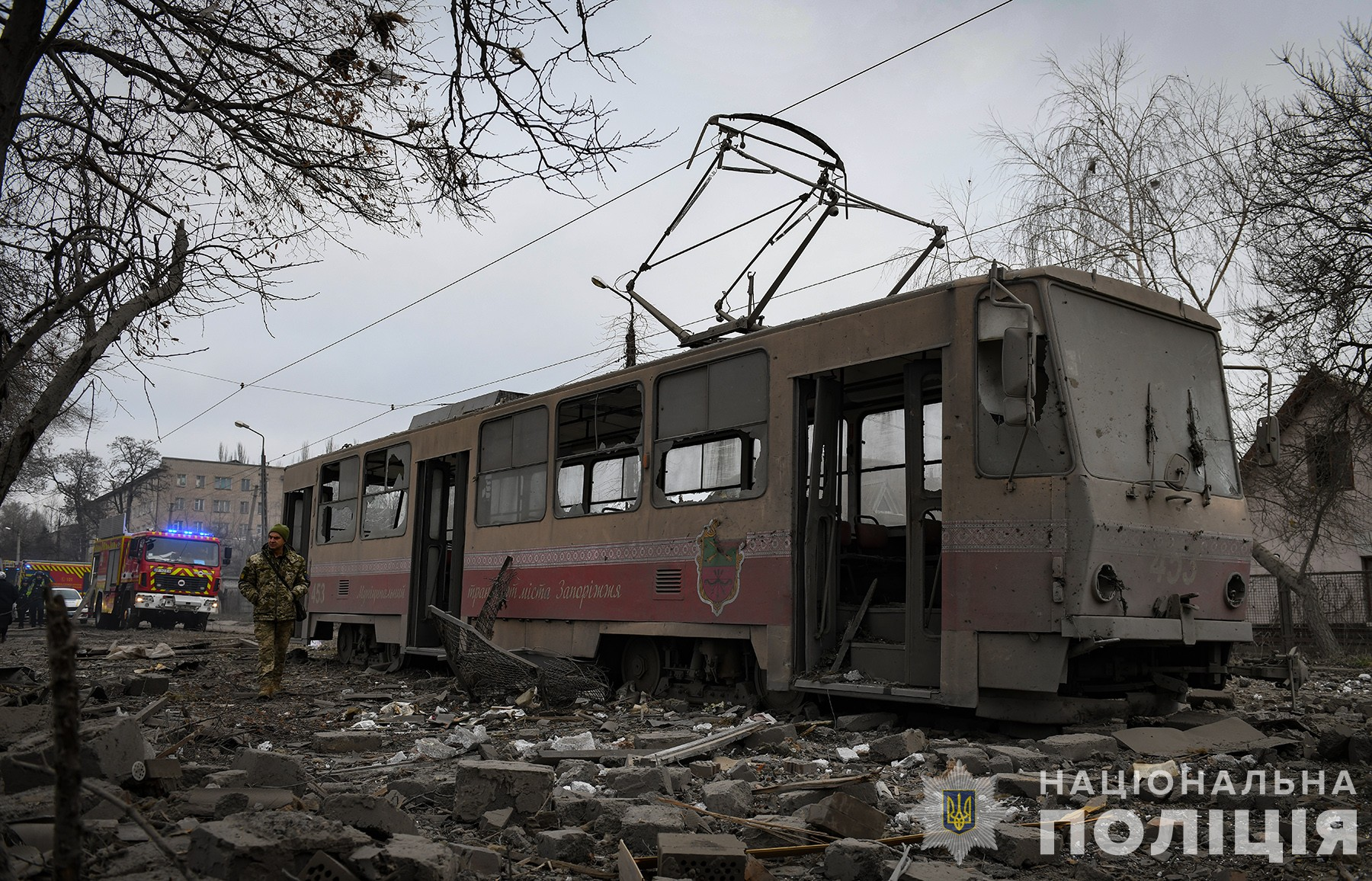
Разрушеный трамвай в Запорожье после российской массированной атаки Украины 29.12.2023

1 мая 2021 года стоимость проезда в электротранспорте была поднята до 6 грн.

## Трамвайные депо
- Трамвайное депо № 1
  - Адрес: ул. Школьная, 2
- Трамвайное депо № 2
  - Адрес: ул. Мирослава Симчича, 1 (До 23.11.2023 - ул. Лизы Чайкиной, 1)
  - Открыто в 1961 году, законсервировано с 20 августа 2012 года
  - На момент прекращения работы обслуживало маршруты № 5, 6, 8, 16. Суммарный выпуск не превышал 25—30 вагонов.

## Подвижной состав
| Модель       | Фото | Годы эксплуатации | Количество/действующие | Примечания                 |
| ------------ | ---- | ----------------- | ---------------------- | -------------------------- |
| Tatra T3SU   |      | с 1965            | 1/1                    | Ещё 42 в ожидании порезки  |
| Tatra T6B5   |      | с 1988            | 26/19                  | Ещё 22 в ожидании порезки  |
| К-1          |      | с 2008            | 1/0                    | Снят с эксплуатации        |
| T3UA-3       |      | c 2017            | 10/10                  |                            |
| Т3 КВП       |      | с 2020            | 7/6                    |                            |
| Tatra KT4DtM |      | c 2018            | 26/15                  | Ещё 5 сняты с эксплуатации |

## История маршрутов
Действующие маршруты
 Отменённые или закрытые маршруты
| №  | Период курсирования       | Пункт отправления                 | Пункт прибытия           | Примечания                    |
| -- | ------------------------- | --------------------------------- | ------------------------ | ----------------------------- |
| 1  | 17.07.1932 — 06.10.1932   | Площадь Свободы                   | ДнепроГЭС                |                               |
|    | 07.10.1932 — 1941         | Южный вокзал                      | ДнепроГЭС                | [ 75 ]                        |
|    | 1941 — 11.10.1944         |                                   |                          | Работа системы приостановлена |
|    | 12.10.1944 — ?.12.1944    | Вокзал Запорожье I (Южный вокзал) | Трампарк                 |                               |
|    | ?.12.1944 — 30.04.1969    | Горсовет (Днепрогэс)              | Вокзал Запорожье I       | [ 76 ] [ 77 ] [ 78 ]          |
|    | 01.05.1969 — 12.03.2004   | Вокзал Запорожье I                | Порт им. Ленина          |                               |
|    | 13.03.2004 — 17.02.2017   | Вокзал Запорожье I                | Цирк                     | Маршрут закрыт                |
|    |                           |                                   |                          |                               |
| 2  | 01.05.1969                | Порт имени Ленина                 | Запорожье-Левое          |                               |
|    | 13.03.2004 — 24.07.2005   | Дворец спорта „Юность“            | Запорожье-Левое          |                               |
|    | 25.07.2005 — 200?         | Цирк                              | Запорожье-Левое          |                               |
|    | 200?                      |                                   |                          | Маршрут закрыт                |
|    |                           |                                   |                          |                               |
| 3  | с 1935                    | Вокзал Запорожье I                | Запорожье-Левое          |                               |
|    |                           |                                   |                          |                               |
| 4  | 195?                      | Горсовет                          | Павло-Кичкас             |                               |
|    | 01.05.1969 — 12.03.2004   | Порт имени Ленина                 | Павло-Кичкас             |                               |
|    | 13.03.2004                |                                   |                          | Маршрут закрыт                |
|    |                           |                                   |                          |                               |
| 5  | 194?                      | Площадь Шевченко                  | ДнепроГЭС                | [ 79 ]                        |
|    | 19??                      | Площадь Свободы                   | Пристань                 |                               |
|    | ? — 1975                  |                                   |                          | Маршрут закрыт                |
|    | 1998 — 24.07.2005         | Павло-Кичкас                      | Дворец спорта «Юность»   |                               |
|    | с 25.07.2005              | Павло-Кичкас                      | Цирк                     |                               |
|    | 2015                      |                                   |                          | Маршрут закрыт                |
|    |                           |                                   |                          |                               |
| 6  | 1934 — ?                  | Площадь Свободы                   | Зелёный Яр               | Маршрут закрыт                |
|    | 1998 — 24.07.2005         | Дворец спорта „Юность“            | Завод „Кремнийполимер“   |                               |
|    | 25.07.2005 — ?.2015       | Цирк                              | Завод „Кремнийполимер“   |                               |
|    | 2015                      |                                   |                          | Маршрут закрыт                |
|    |                           |                                   |                          |                               |
| 7  | 19??                      | Горсовет                          | ДТМЗ                     | [ 80 ]                        |
|    | 01.05.1969 — 12.03.2004   | Порт имени Ленина                 | Завод «Кремнийполимер»   |                               |
|    | с 13.03.2004              |                                   |                          | Маршрут закрыт                |
|    |                           |                                   |                          |                               |
| 8  | 195?                      | Павло-Кичкас                      | ДТМЗ                     |                               |
|    | 196? — 2022               | Павло-Кичкас                      | Завод „Кремнийполимер“   | Маршрут закрыт                |
|    |                           |                                   |                          |                               |
| 9  | 19??                      | ДК строителей                     | ДТМЗ                     |                               |
|    | 1973                      | Дворец спорта «Юность»            | Завод «Кремнийполимер»   |                               |
|    | 19??                      |                                   |                          | Маршрут закрыт                |
|    |                           |                                   |                          |                               |
| 10 | с 04.10.1958              | Площадь Свободы                   | Мясокомбинат             |                               |
|    |                           |                                   |                          |                               |
| 11 | 1959 — 2004               | Вокзал Запорожье I                | Трампарк                 | Маршрут закрыт                |
|    |                           |                                   |                          |                               |
| 12 | с 04.12.1958 — 05.06.2018 | Площадь Свободы                   | Запорожье-Левое          | Временно сокращён             |
|    | с 06.06.2018              | Площадь свободы                   | Зеленый Яр               |                               |
|    |                           |                                   |                          |                               |
| 13 | 19??                      | ДК строителей                     | Вокзал Запорожье I       |                               |
|    | 19??                      |                                   |                          | Маршрут закрыт                |
|    |                           |                                   |                          |                               |
| 14 | 196? — 14.12.2016         | Площадь Свободы                   | Автострада               |                               |
|    | с 15.12.2016              | Автострада                        | Цирк                     |                               |
|    |                           |                                   |                          |                               |
| 15 | 1971                      | Площадь Свободы                   | Шевченковский микрорайон |                               |
|    |                           |                                   |                          |                               |
| 16 | с 2001                    | Павло-Кичкас                      | Вокзал Запорожье I       |                               |
|    |                           |                                   |                          |                               |
| 17 | 2003 — 12.03.2004         | Порт имени Ленина                 | Улица Жуковского         |                               |
|    | 13.03.2004                | Цирк                              | Улица Жуковского         |                               |
|    | ?.2004                    |                                   |                          | Маршрут закрыт                |

## Стоимость проезда
С 1 ноября 2017 года стоимость проезда составляет 3,00 гривни.
С 1 ноября 2018 года стоимость проезда составляет 4,00 гривни. Позже стоимость составляла 6 гривен. А с началом войны, плату за проезд отменили. А с середины 2024 года стоимость проезда составляет 10 гривен.
Проезд оплачивается кондуктору, а при его отсутствии — водителю. Билет необходимо прокомпостировать компостером. Для льготной категории населения выдается бесплатный билет с красной линией, которая перечеркивает билет по диагонали.

Образцы разовых билетов в электротранспорте города Запорожье
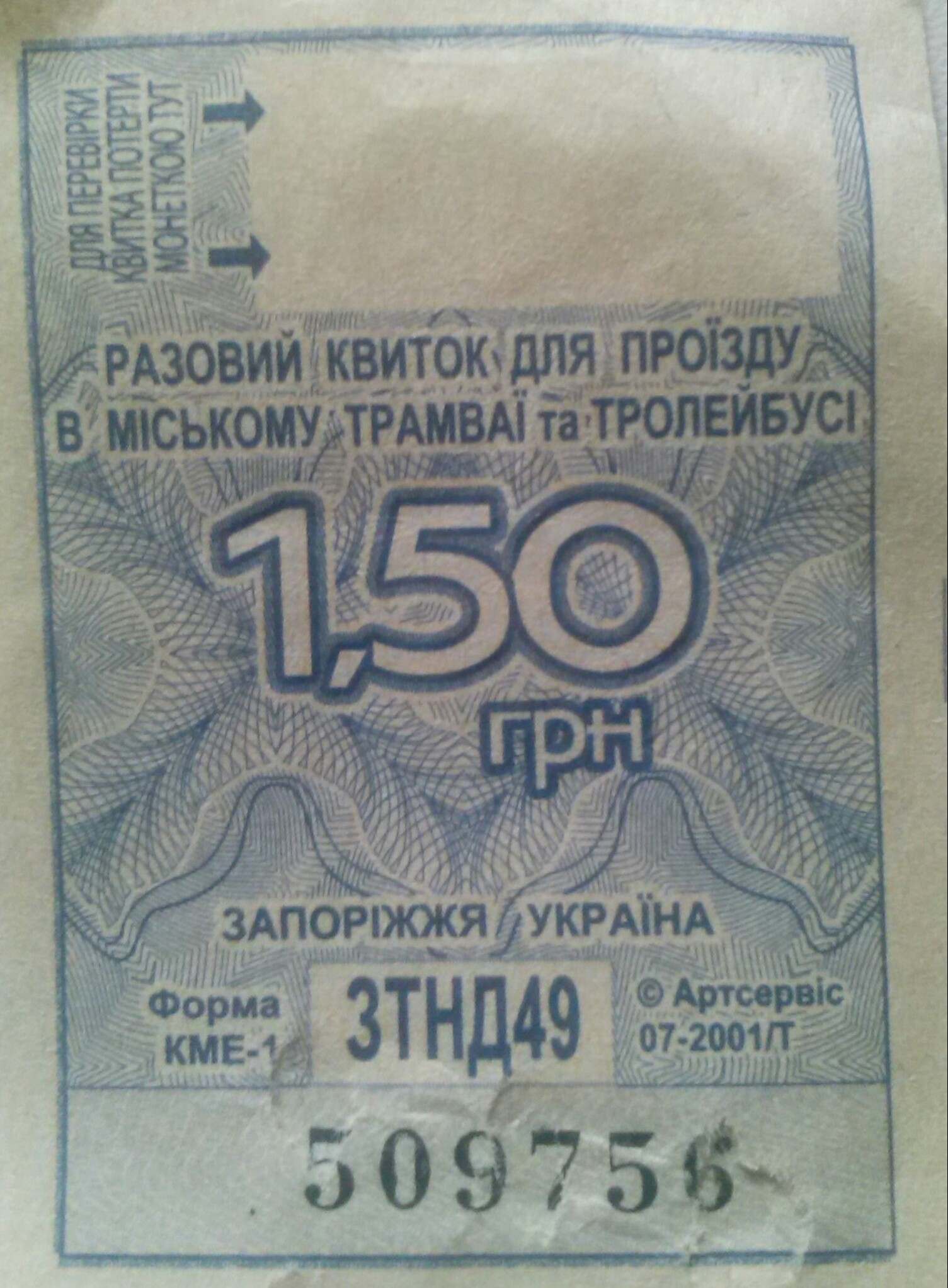
Разовый билет стоимостью 1,50 грн. (до 10.08.2014)
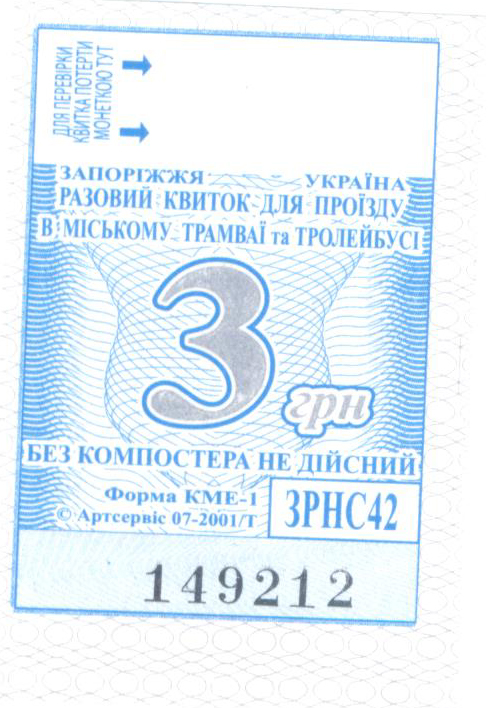
Разовый билет стоимостью 3,00 грн. (до 31.10.2018)
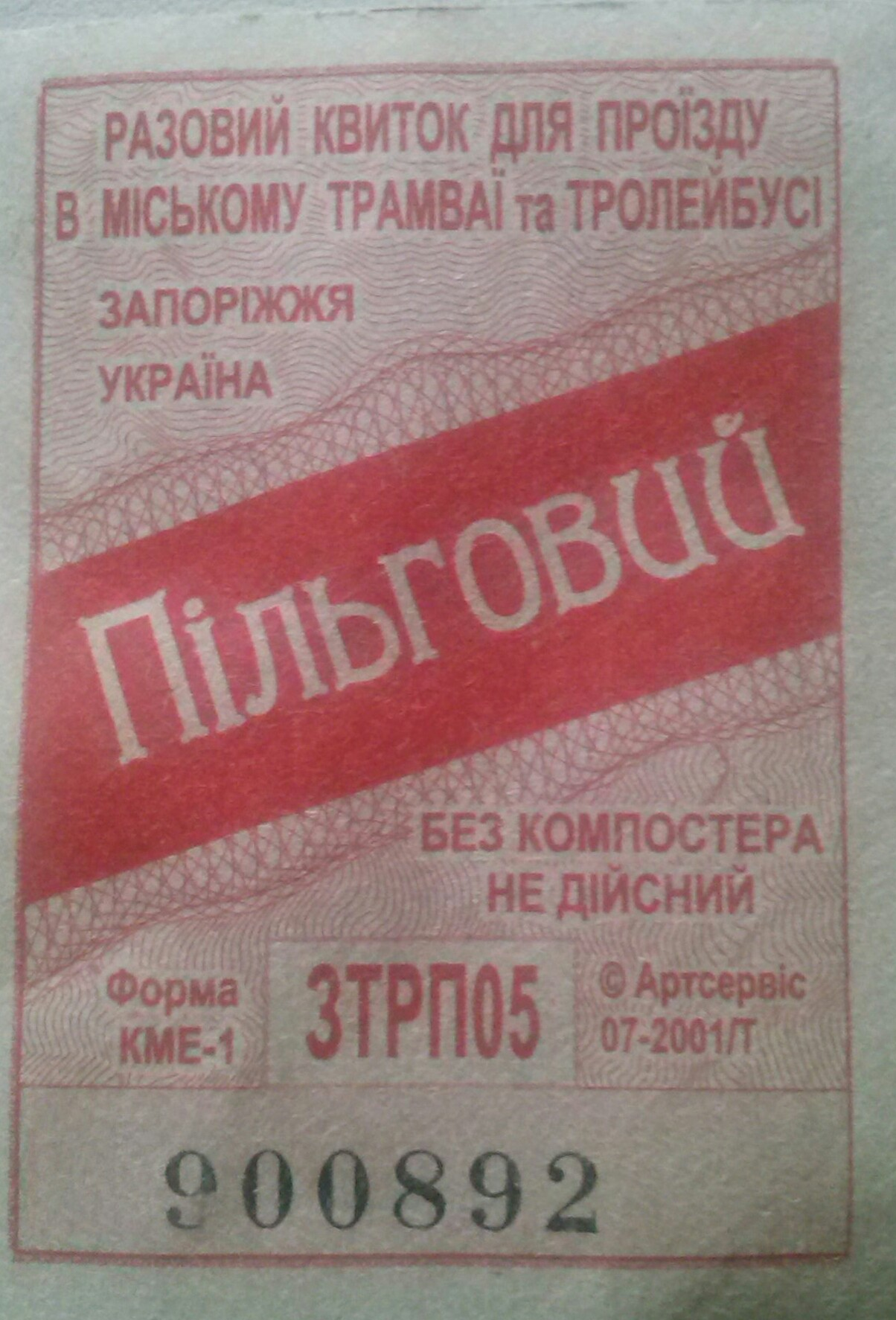
Билет для льготной категории пассажиров

## Годовой пассажиропоток
| Пассажиропоток (млн чел.) |
|                           |

| Год  | Пассажирооборот (млн пасс. км) | Пассажиропоток (тыс. чел.) | Источник |
| ---- | ------------------------------ | -------------------------- | -------- |
| 2013 | 102,2                          | 40865,6                    | [ 83 ]   |
| 2014 | 108,6                          | 43440,2                    | [ 83 ]   |
| 2015 | 103,9                          | 41571,5                    | [ 84 ]   |
| 2016 | 92,1                           | 36836,5                    | [ 85 ]   |
| 2017 | 77,2                           | 32150,1                    | [ 86 ]   |
| 2018 | 66,2                           | 27588,8                    | [ 87 ]   |
| 2019 | 63,6                           | 26500,2                    | [ 88 ]   |
| 2020 | 30,5                           | 12727,0                    | [ 1 ]    |

## Комментарии
1. ↑  Сегодня 9 экстренных бригад и обслуживают они 450 км трамвайных и троллейбусных линий
2. ↑  Предположительно, вагоны были переданы в Харьков.